# Florence Rita Arrey
Florence Rita Arrey (Mamfé, 18 de maio de 1948) é uma juíza camaronesa, tendo sido a primeira mulher Chefe de Justiça do Tribunal de Apelação. Arrey atuou na Suprema Curte de Camarões, e foi vice-presidente do Tribunal Penal Internacional para o Ruanda.

## Início de vida e educação
Arrey nasceu nos Camarões em 18 de maio de 1948. Ela estudou direito na Universidade de Lagos, Nigéria, e possui um diploma em redação jurídica e um certificado em Direito Internacional da Universidade de Londres.

## Carreira
Arrey foi a primeira mulher a ser nomeada Conselheira de Estado em Camarões, em 1974. Foi designada para o Tribunal de Apelação, em 1984, e em 1990 tornou-se a primeira mulher a ocupar o cargo de Chefe de Justiça. Em 2000, foi nomeada para o Supremo Tribunal de Camarões.
Arrey foi eleita juíza do Tribunal Penal Internacional para o Ruanda (TPIR) pela Assembleia Geral das Nações Unidas em 2003. Em 2012, foi eleita vice-presidente deste tribunal e juíza do Mecanismo Internacional Residual para Tribunais Penais.
Em 2014, Arrey começou a trabalhar no Ministério da Justiça de Camarões. Também foi presidente e fundadora da Associação de Mulheres juristas de Camarões e vice-presidente da Associação Internacional de Mulheres juristas.
No Dia Internacional da Mulher de 2011, Arrey foi nomeada uma das 50 mulheres mais influentes de seu país.

## Obras
- Arrey, Florence Rita. «Legislative and Judicial Treatment of Family Relations in Cameroon». In:  United Nations. Division for the Advancement of Women. Bringing International Human Rights Law Home: Judicial Colloquium on the Domestic Application of the Convention on the Elimination of All Forms of Discrimination Against Women and the Convention on the Rights of the Child. [S.l.: s.n.]